# 森中聖雄
森中 聖雄（もりなか まさお、1974年4月9日 - ）は、静岡県三島市出身の元プロ野球選手（投手）。左投左打。愛称は「モリチュー」。
現役時代は1997年から2003年まで横浜ベイスターズでプレーし、貴重な左腕として主に中継ぎで通算189試合に登板した。2023年より読売ジャイアンツ（巨人）のスカウトを務めている。アトランタオリンピック野球の銀メダリスト。

## 経歴

### プロ入り前
三島市立徳倉小学校・三島市立北上中学校時代には三島市の少年野球チーム「三島ノースタイガース」に所属した。北上中を経て、東海大学工業高校に進学した。高校時代は2年生だった1991年夏の静岡大会で、決勝戦で沼津市立高校相手に3本塁打を被弾して敗戦したが準優勝投手になり、3年生だった1992年の春季県大会および東海大会では優勝を果たした。
東海大学入学後、硬式野球部に入部。大学時代は原貢監督から指導を受けた。大学3年生だった1995年にはユニバーシアード福岡大会で銅メダルを獲得。強打のアメリカ合衆国代表打線を封じ、国際舞台への強さをアピールした。4年時の1996年のアトランタオリンピック野球日本代表に選出され、決勝の対キューバ戦で同点の6回裏から3番手投手として登板、9回まで1被安打6奪三振と好投したが、10回には連打を浴びて降板した。その後チームはサヨナラ負けを喫したが、日本代表の銀メダル獲得に貢献した。大会通算4試合に登板し9回2/3投球回、15奪三振。帰国後の秋の首都大学リーグ戦では1試合19奪三振のリーグタイ記録を達成した。首都大学リーグにおける通算成績は48試合登板、21勝12敗、防御率1.86。
1996年のドラフト会議にあたり、横浜ベイスターズは左腕投手不足を解消するため森中の獲得を目指した。森中は横浜以外に中日ドラゴンズからも勧誘を受けており、9月までは森中の争奪戦は中日有利と伝えられていたが、東海大の地元チームであり、当時左投手不足が課題とされていた横浜は10月に入ってから森中に強くアプローチを掛けた。本人は首都大学リーグの日程を終えた10月28日にプロ入りの希望を表明した際、「（指名）順位は気にしない。大学で4年間頑張った神奈川でやりたい」と意思表示し、11月11日に横浜を逆指名することを表明した。ドラフト会議では横浜が2位で森中を指名して交渉権を獲得し、11月26日に森中は同じく五輪代表であり、横浜を逆指名してドラフト1位指名を受けた川村丈夫（日本石油）とともに、契約金1億円＋出来高払い5000万円・年俸1300万円（金額は推定）で契約を締結した。背番号は14。

### 横浜時代
1997年には小坂誠（千葉ロッテマリーンズ）とともにオープン戦の最優秀新人選手として選出され、川村とともに開幕一軍メンバーに名を連ねると、新人ながら開幕先発ローテーション入りを期待されていた。4月4日のシーズン開幕戦である対中日戦（ナゴヤドーム）でプロ初登板を果たした。しかし同年から2年目の1998年は2年連続で未勝利に終わり、1998年はチームの優勝の輪には加われなかった。1998年は日本シリーズ出場有資格者選手としてノミネートされたが、登板機会はなかった。
1999年は開幕を一軍で迎えるが、速球が走らず、4月30日に出場選手登録を抹消される。しかしその後、二軍（イースタン・リーグ）では5月18日の対日本ハムファイターズで挙げた1安打完封勝利を含む3勝を挙げ、5月29日に再登録された。同日の対広島東洋カープ9回戦（広島市民球場）で、先発投手の小桧山雅仁が5回二死で打球を右手に受けて降板したことを受け、2番手投手として登板、残りの4回1/3を1被安打に抑え、プロ初勝利を挙げた。また同年8月18日の対阪神タイガース21回戦（横浜スタジアム）でプロ初セーブを挙げ。同年は中継ぎとして41試合に登板して6勝2敗2セーブ、防御率2.16と好成績を残した。
2000年5月25日の対読売ジャイアンツ（巨人）戦（福岡ドーム）では0対0で迎えた9回裏の二死一・二塁のピンチで3番手投手として登板し高橋由伸を初球で一塁ゴロに打ち取ると、延長10回表に佐伯貴弘が岡島秀樹から左前に適時打を放ち、10回裏に登板した抑え・福盛和男がリードを守りきったことで同シーズン初勝利を「1球勝利投手」（当時プロ野球史上10人目）の記録で飾った。同年は53試合にリリーフ登板して6勝2敗2セーブと大車輪の活躍だった。しかし翌2001年からは勤続疲労から球が走らず苦しい投球が目立ち始め登板機会も減っていった。
2002年7月18日の巨人戦（東京ドーム）では松井秀喜に屋根の隙間に入り込む大飛球を打たれたが、ボールは実際には挟まってはおらず二重構造の天井シートの隙間に吸い込まれており、松井には東京ドーム特別ルールにより二塁打が宣告された。また同年9月16日の巨人戦（東京ドーム）で7回裏から2番手投手として登板したが、先頭の松井に東京ドームの天井を直撃する特大の本塁打を献上した。なお、森中本人はこの松井からの特大本塁打を「自分がプロ野球選手だった証となる大切な思い出」として回顧している。
2003年5月28日の対阪神タイガース11回戦（阪神甲子園球場）で、4回表に先発投手の藪恵壹からプロ初本塁打となるソロ本塁打を放ったが、同年はわずか10試合の登板に終わり、勝敗なし、防御率6.55の成績にとどまった。10月4日には大学時代ライバルであった杉本友とともに戦力外通告を受け、12月2日付でNPBコミッショナー事務局から自由契約選手として公示された。

### 横浜退団後
横浜退団当時はまだ29歳と年齢的に若く、故障もなかったことから現役続行を目指し、西武ライオンズの入団テストを受けたが不合格に終わった。また巨人からも声を掛けられたが、原辰徳監督の辞任騒動により、井上貴朗とともに選手ではなく、打撃投手として採用されることとなった。これは同シーズン左投手を苦手とした巨人が、まだ若く球威もある左投手の森中の技量を評価して出した打診であり、森中はこの打診を受けて現役を引退し、同年秋季キャンプから打撃投手を務めた。なお、この際に着用した背番号123は球団史上初である。
2004年から2011年まで打撃投手を務め、2012年からはチームスコアラーを務めた。
2023年より巨人の関東・北信越地区担当スカウトに就任した。

## 選手としての特徴
大学4年生だった1996年当時は、球速140 km/h台の速球と切れのあるカーブ、チェンジアップを武器としていた。高校時代は向こうっ気の強さと速球の回転の良さが注目されていた一方、カーブが課題とされていたが、3年生の夏にはカーブにも威力がつき、当時の静岡県の高校生投手では注目度ナンバーワンと評されていた。また高校時代は主軸は打たなかったものの、バットコントロールにも定評があった。
横浜入団時の監督である大矢明彦からは、右打者相手に投げる外角への逃げる球や内角へのストレートを高く評価されていた。プロ入り後の1999年には前述の出場選手登録抹消から1か月間にわたり、二軍でスライダーを新球種として習得し、プロ初勝利を挙げた試合ではそのスライダーや球速145 km/hの速球を投げていた。

## 詳細情報

### 年度別投手成績
| 年 度     | 球 団     | 登 板 | 先 発 | 完 投 | 完 封 | 無 四 球 | 勝 利 | 敗 戦 | セ 丨 ブ | ホ 丨 ル ド | 勝 率 | 打 者 | 投 球 回 | 被 安 打 | 被 本 塁 打 | 与 四 球 | 敬 遠 | 与 死 球 | 奪 三 振 | 暴 投 | ボ 丨 ク | 失 点 | 自 責 点 | 防 御 率 | W H I P |
| --------- | --------- | ----- | ----- | ----- | ----- | -------- | ----- | ----- | -------- | ----------- | ----- | ----- | -------- | -------- | ----------- | -------- | ----- | -------- | -------- | ----- | -------- | ----- | -------- | -------- | ------- |
| 1997      | 横浜      | 17    | 3     | 0     | 0     | 0        | 0     | 4     | 0        | --          | .000  | 113   | 22.2     | 27       | 3           | 19       | 1     | 2        | 22       | 0     | 0        | 22    | 20       | 7.94     | 2.03    |
| 1998      | 横浜      | 6     | 0     | 0     | 0     | 0        | 0     | 0     | 0        | --          | ----  | 19    | 4.2      | 1        | 0           | 3        | 0     | 1        | 4        | 0     | 0        | 0     | 0        | 0.00     | 0.86    |
| 1999      | 横浜      | 41    | 0     | 0     | 0     | 0        | 6     | 2     | 2        | --          | .750  | 198   | 50.0     | 34       | 5           | 16       | 2     | 1        | 30       | 2     | 0        | 13    | 12       | 2.16     | 1.00    |
| 2000      | 横浜      | 53    | 1     | 0     | 0     | 0        | 6     | 2     | 2        | --          | .750  | 244   | 64.1     | 41       | 8           | 11       | 1     | 1        | 64       | 1     | 0        | 17    | 17       | 2.38     | 0.81    |
| 2001      | 横浜      | 35    | 0     | 0     | 0     | 0        | 3     | 2     | 0        | --          | .600  | 153   | 32.2     | 38       | 7           | 14       | 0     | 2        | 22       | 0     | 0        | 22    | 19       | 5.23     | 1.59    |
| 2002      | 横浜      | 27    | 6     | 0     | 0     | 0        | 2     | 5     | 0        | --          | .286  | 251   | 59.1     | 61       | 12          | 17       | 2     | 2        | 43       | 2     | 0        | 32    | 32       | 4.85     | 1.31    |
| 2003      | 横浜      | 10    | 0     | 0     | 0     | 0        | 0     | 0     | 0        | --          | ----  | 51    | 11.0     | 12       | 2           | 4        | 0     | 4        | 8        | 0     | 0        | 8     | 8        | 6.55     | 1.45    |
| 通算：7年 | 通算：7年 | 189   | 10    | 0     | 0     | 0        | 17    | 15    | 4        | --          | .531  | 1029  | 244.2    | 214      | 37          | 84       | 6     | 13       | 193      | 5     | 0        | 114   | 108      | 3.97     | 1.22    |

### 記録
初記録
投手記録
- 初登板：1997年4月4日、対中日ドラゴンズ1回戦（ナゴヤドーム）、7回裏2死から3番手で救援登板・完了、1回1/3無失点
- 初先発：1997年4月12日、対広島東洋カープ2回戦（横浜スタジアム）、3回2/3を7失点で敗戦投手
- 初勝利：1999年5月29日、対広島東洋カープ9回戦（広島市民球場）、5回裏2死から2番手で救援登板・完了、4回1/3無失点
- 初セーブ：1999年8月18日、対阪神タイガース21回戦（横浜スタジアム）、9回表1死から3番手で救援登板・完了、2/3無失点
- 初先発勝利：2002年4月29日、対ヤクルトスワローズ4回戦（横浜スタジアム）、7回3失点

打撃記録
- 初本塁打：2003年5月28日、対阪神タイガース11回戦（阪神甲子園球場）、4回表に藪恵壹から右越ソロ

その他の記録
- 1球勝利投手：2000年5月25日、対読売ジャイアンツ9回戦（福岡ドーム）、9回裏に高橋由伸を一ゴロ　※史上10人目

### 背番号
- 14 （1997年 - 2003年）
- 123 （2004年 - 2009年）
- 04 （2010年）
- 203 （2011年）